# San Martín Befriarens orden
San Martín Befriarens orden (spanska: Orden del Libertador San Martín), är en argentinsk orden instiftad den 17 december 1943 och uppkallad efter nationalhjälten José de San Martín. Orden delas till meriterade utländska medborgare.
Argentinas sittande president fungerar som ordens stormästare.
Orden är indelad i sex klasser:
- Kedja
- Storkors
- Storofficer
- Kommendör
- Officer
- Riddare